# Коста Војиновић
Коста Војиновић Косовац (Смедерево, 1/13. мај 1891 — Гргуре, код Блаца, 10/23. децембар 1917) био је трговац и српски четнички војвода, вођа Топличког устанка 1917. године.

## Детињство и младост
Коста Војиновић рођен је у чиновничкој породици. Софија (девојачко Грујић) и Јован Војиновић имали су, поред сина, и ћерку Зорку (рођена 1893). Јован Војиновић је пореклом био из околине Вучитрна и због тога је његов син Коста за време четовања био познат по надимку Косовац. Он је радио као чиновник у пореској управи у Смедереву када му се родио син. Софија Војиновић је две године касније преминула, па су њена деца остала у великој мери везана за породицу Грујић. Тетка Милица била је задужена за Костино и Зоркино васпитање и образовање. Коста није прихватао маћеху, па је већину времена проводио код ујака Панте Грујића, вишег официра — генерала, који је у Првом светском рату био командант Моравске дивизије. Војиновић се школовао у Смедереву и Београду. После шестог разреда гимназије уписао је Трговачку академију у Бечу. Након завршетка академије, вратио се у Србију, код оца који је тада службовао у Врању. Тамо је са зетом Душаном Калчићем основао комисионо-шпедитерску фирму. За потребе фирме често је путовао у Скопље и Солун. Тако је био у прилици да се упозна са четницима и одушевио се њиховом борбом. По завршетку Првог балканског рата отворио је трговачке канцеларије у Солуну, Ђевђелији, Скопљу и Косовској Митровици.

## Први светски рат
Његову успешну трговачку каријеру прекинуо је Први светски рат. Јавио се као добровољац и био упућен у Јадарски одред којим је командовао Војин Поповић — војвода Вук и тамо стекао своје прво четничко искуство. Са одредом је учествовао у борбама на Дрини, у Мачви и у одбрани Београда. За испољену храброст добио је чин резервног потпоручника. У борби на Власини је био рањен. Прикључио се српској војсци приликом њеног повлачења до Косовске Митровице где му је отац био председник општине. Ту је сачекао аустроугарску окупацију. Када је залечио рану, одлучио је да пронађе посао. Захваљујући знању немачког језика и познанству са командантом аустријске жандармерије у Митровици, оберлајтантом Ертнером (становао је у кући Јована Војиновића од 14. марта 1916) домогао се добре позиције. Коста Војиновић се прво понудио аустроугарској власти 20. марта 1916. године, да лиферује шљунак за потребе њихових инжињеријских јединица, на пословима насипања трасе жељезничке пруге од Митровице до Качаника. Успео је код другог покушаја, по молби од 1. априла 1916. године када добија посао лиферанта меса — добављача са територије целе Србије, за војне потребе. Циљ којем је тежио био је да добије дозволу за слободно кретање по Србији. Тако је био у могућности да сарађује са многим људима и ради на припреми покрета отпора. Одржавао је скупове у многим местима и на њима убеђивао људе да скривају оружје и да се спремају за отпор окупатору. Његови јавни наступи нису остали непримећени од стране окупационе власти и њихове обавештајне службе. Почела је ужурбана припрема за Војиновићево хапшење. Прво је ухапшен заједно са оцем 2. јануара 1916. године, због чињенице да је код њих извесно време одсео за време повлачења српске војске, кнез Алексије Карађорђевић. Пошто је био брзо обавештен, успео је да избегне хапшење одметнувши се у планине из којих се никада више није вратио. На Копаонику, где је пронашао уточиште, није био усамљен. У то време, планином је крстарило више наоружаних, међусобно неповезаних група. Најбројнија је била чета Уроша Костића Рудинца. Почетком августа 1916. године припадници чете дочекали су Војиновића у близини Лепосавића. Војиновић и Рудинац формирали су најпре чету, а онда средином августа Ибарско-копаонички одред. Одред је за десетак дана од пет нарастао на 50 бораца. Сви су имали лично наоружање, а одред свој печат и заставу.
Први озбиљнији сукоб одреда против окупатора десио се почетком септембра 1916. код места Бабице, са једним аустријским жандармеријским водом. Војиновићеви људи су нанели тешке губитке противнику (30 мртвих жандарма). Из дана у дан одред је улазио у нове борбе. Тако средином октобра код места Треска, уништио потерно одељење од 42 војника. О успесима одреда брзо је сазнала аустроугарска команда која је припремала ангажовање јачих јединица за његово ликвидирање. Сазнавши за намеру окупатора, Војиновић је прешао на југ, где је за кратко време ојачао четничку организацију у Топлици, Расини, и у врањском крају.
Чим је дошао у Топлицу и сазнао за долазак Косте Пећанца, Војиновић је тражио сусрет са њим. До њега је дошло 8. новембра 1916. у селу Спанцу. Овом састанку су присуствовала и браћа Милинко и Тошко Влаховић. Тада је договорено да се четнички одреди обједине и ставе под Пећанчеву команду. На састанку је основано ново тело, Централни комитет, а његов шеф постао је Коста Пећанац. Комитет је, уз сагласност око 300 четовођа, потврђен на састанку у Обилићу код Лесковца, 21. фебруара 1917. године. На састанку у Спанцу, оджраном сутрадан, договорени су и рејони деловања: Војиновић — Копаоник, Јастребац и лева обала Топлице, Пећанац — Косаница и десна обала Топлице, а браћа Влаховић и поп Мита — Пуста река и Јабланица (Јабланички комитски одред). Коста Војиновић и Јован Радовић су написали проглас који су потписали Војиновић и Пећанац. Војиновићев став након састанка био је да се у веће окршаје са окупатором не улази и да се поштује опредељење за герилску борбу, да би се главни удар извео након пробоја Солунског фронта. Но како је време пролазило, Коста Војиновић је све више одустајао од првобитне намере. Од средине децембра 1916. године улазио је све чешће у окршаје са окупационим снагама, због чега га је Пећанац критиковао, прибегавајући и лажним оптужбама. Све је то утицало да се сукоб између двојице вођа пооштри. Касније ће доћи и до неспоразума у вези са подизањем устанка. Сукоби су ишли дотле да је Војиновић често оспоравао Пећанчеву легитимност.

## Устанак
Одлука о подизању устанка донета је на састанку у Обилићу код Бојника када је Војиновић добио титулу војводе и опредељен за Копаоник. Пећанац је, као шеф Централног комитета, био овлашћен да прогласи почетак устанка. Но, то ће учинити Војиновић, 28. фебруара 1917. године у Куршумлији. Када су устаници започели борбу за ослобођење Прокупља, Војиновић је стигао, а када је варош ослобођена, на састанку Пећанац је још једном замерио Војиновићу што је преуранио са устанком. Војиновић се томе, као и другим Пећанчевим предлозима, оштро супротставио. Чак је потегао и револвер, називајући Пећанчеве поступке кукавичким, наглашавајући да народну вољу нико не може да оспори. После овог сукоба, Пећанац се повукао и сву власт препустио Војиновићу. Војиновић је преместио у Прокупље свој штаб и почео да ради на организацији власти и живота у граду. За команданта града поставио је Марка Павловића, формирао је суд и написао законе по којима ће се судити. За разлику од инертног Пећанца, Војиновић је покренуо низ акција у Прокупљу. У цркви Светог Прокопија приредио је свечану велику службу, а да би подигао морал становништва, организовао забаву у кафани Југ Богдан. Коста Војиновић, иако се није био школовао за војнички позив, био је сналажљив у датој ситуацији, на чему су му могли позавидети многи ратни стратези и војсковође.
Као добар официр и вођа устанка, много је полагао на дисциплину, али је своје ратне другове волео и поштовао. У сукобе са окупаторима увек је ишао први. Због тога, али и због осталих људских врлина, устаници и народ су га ценили и волели. Велику пажњу посвећивао је обавештајном раду, што му је омогућило да се у многим ситуацијама супротстави надмоћном непријатељу.
Када је требало бранити слободну територију, Војиновић је држао линију фронта од Мрамора до Дољевца. На тој је линији од 4. до 10. марта био Пећанац, јер је Војиновић учествовао у ослобађању Блаца, а такође и настојао да спречи продор окупатора из правца Крушевца. Пећанац је распустио фронт и предао Прокупље непријатељу без борбе, замерајући Војиновићу што није напао Ниш. Коста Војиновић је у то време на Мрамору Копаоничком постигао највећу победу у устанку када је ујутро 14. марта просто сатро аустроугарску јединицу.
Окупатор је јаким снагама поново запосео ослобођену територију и сву пажњу усмерио на ликвидирање Војиновића и његовог одреда. Но, и у тако тешким тренуцима по преостале устанике и целокупно српско становништво на територији раније захваћеној устанком, Војиновић је нанео тежак ударац Бугарима на брду Каљаја код села Гргура, априла 1917. године. Аустроугарска команда схватила је да неће бити мира на овим просторима док је Војиновић у животу. Зато су расписали потерницу за њим, уценивши његову главу на 40.000 круна. Војиновић је започео преписку са представницима окупационе власти о предаји, не пристајући ни на какве услове и уцене. Војиновићева породица је такође страдала због његовог одметништва. Отац, маћеха, сестра и брат су били интернирани у логоре. Из аустроугарског логора Ашах премештени су у логор Нежидер, где су провели тешке дане.
Са Пећанцем се Војиновић последњи пут срео у селу Ђушница 16. јула 1917. И на том састанку је дошло до расправе, али су се ипак договорили да рејон леве обале Топлице држи Војиновић. У тако тешкој ситуацији, у Вичи је организован састанак свих устаника којим је председавао Војиновић. Како он није могао да успостави контакт са Врховном командом, написао је извештај и одређена је група која је требало да га достави Врховној команди. Тројица од изабраних стигли су до Солунског фронта и предали писма четничког војводе Војиновића српској Врховној команди.
Устанак је сваким даном јењавао. Многи устаници су се предавали и ступали у службу окупационих трупа, предводећи их у потерама против четника. На мегдану је остао само Коста Војиновић са својим одредом, који се из дана у дан бројчано смањивао. Тешки дани за Војиновића и његове саборце дошли су након 15. октобра 1917. Тога дана одред је доживео тежак пораз од потера окупационих трупа, недалеко од извора Топлице, на месту Ливадице-Ивљак. У борби је погинуло 18 бораца, међу којима и Војиновићева љубав Станка Петровић (девојачко Димић), а 10 бораца је рањено. Војвода Коста Војиновић је рањен у ногу. Све потере је вешто избегавао до 23. децембра. Тога дана пронашла га је бугарска потера у воденици на Гргурском потоку, у друштву четири саборца. Не могавши да се супротстави потери, Војиновић је испунио обећање да се неће жив предати у руке непријатељу. Оставио је забелешку да га сахране на месту погибије. Бугари су му ту жељу испунили, али тек пошто су његово тело изложили у Куршумлији. До вароши су његове посмртне остатке довезли саоницама, позвали становнике Куршумлије и околине да се увере у војводину смрт, а затим су га вратили на месту где је извршио самоубиство и сахранили у једној јарузи крај воденице.

## Пијетет
По завршетку Првог светског рата резервни поручник Вукоје Тодоровић, Војиновићев ближи рођак по мајци, ископао је његове посмртне остатке, сахранио их на гробљу поред гргурске цркве и поставио скромно спомен-обележје. На том месту подигнут је 1940. године монументални споменик, дело вајара Риста Стијовића.
Јуначком смрћу Коста Војиновић је отишао у легенду. Његови саборци и становништво Топлице никада нису заборавили лик и дело четничког војводе Косте Војиновића Косовца. У Прокупљу у Градском парку је јуна 1937. године освећена Војиновићева спомен-биста, током обележавања двадесет година од његове јуначке смрти. Споменик је открио лично стари четнички војвода Коста Пећанац. Оно је уткано у традицију о Топличком устанку, која се писаном и усменом речју преносила са колена на колено. У колективном памћењу, Војиновић је остао као неустрашиви јунак, борац за слободу и достојанство свога народа.